# Hysterothylacium gadi
Hysterothylacium gadi is een rondwormensoort uit de familie van de Anisakidae. De wetenschappelijke naam van de soort is voor het eerst geldig gepubliceerd in 1776 door Mueller.